# Solunar
Solunar es una teoría formulada por el estadounidense John Alden Knight que establece una serie de períodos producidos por la atracción conjugada o antagónica de la Luna en los cuales los seres vivos acusan una mayor actividad.
Se supone que en dichos períodos aumenta la necesidad de los seres vivos de buscar alimento. Conociendo en qué momento se producían esos períodos, Alden Knight ideó las denominadas tablas solunares que han sido utilizadas por cazadores y pescadores para determinar los momentos ideales para conseguir mayor captura de piezas.
Estos períodos duran por regla general unas dos horas, presentándose por lo común cuatro veces al día. El autor diferencia entre dos tipos de períodos solunares: mayores y menores. En los primeros las condiciones son ideales para la caza o pesca y pueden llegar a durar hasta tres horas y media, mientras que los segundos presentan una duración de entre 45 y 90 minutos.
Los períodos mayores se alternan con los menores, sucediendo por término medio un período mayor cada doce horas y quince minutos, con un decalaje entre un período mayor y otro menor de aproximadamente cinco horas.
Estas tablas vienen publicándose en Estados Unidos desde el año 1934 como Solunar Tables. En España comenzaron siendo publicadas por la editorial Pulide en 1955 como Tablas Solunares, siéndolo actualmente y desde 1991 por la editorial hispano Europea como Tiempos Solunares.